# Mrówiaczek czarnobrzuchy
Mrówiaczek czarnobrzuchy (Myrmotherula fluminensis) – gatunek małego ptaka z rodziny chronkowatych (Thamnophilidae). Endemit stanu Rio de Janeiro w Brazylii; krytycznie zagrożony wyginięciem.

## Taksonomia
Odkrycie M. fluminensis nastąpiło w 1982, kiedy jednego osobnika złapano w sieć (mist-netting) koło Santo Aleixo w stanie Rio de Janeiro. Luiz Pedreira Gonzaga przy okazji obrączkowania ptaków złapał osobnika, którego nie potrafił przypisać do żadnego z gatunków, które tam występowały. Holotyp to dorosły samiec złapany 4 lipca 1982.
Gatunek opisany po raz pierwszy w 1988 na łamach „Bulletin of the British Ornithologists’ Club”. Odrębność taksonomiczna bywa kwestionowana; początkowo część autorów uznała M. fluminensis za hybrydę między mrówiaczkiem jednobarwnym (M. unicolor) a podgatunkiem luctuosa mrówiaczka białobocznego (M. axillaris), później bywał uznawany za lokalną odmianę M. axillaris. Zważywszy na fakt, iż pewien osobnik nagrany w Guapi Áçu zdaje się nie różnić głosem od M. axillaris luctuosa, to całkiem prawdopodobna hipoteza. Do tego dochodzą wątpliwości, czy aby na pewno później obserwowane ptaki należą do tego samego gatunku, co holotyp. Wymaga dalszych badań, chociażby poprzez analizę nagrań głosów. Wspomniane dwa gatunki, jak i sam mrówiaczek czarnobrzuchy należą do grupy gatunków obejmujących także mrówiaczki: łupkowego (M. schisticolor), śniadego (M. sunensis), ubogiego (M. minor), ciemnego (M. iheringi), skromnego (M. behni), boliwijskiego (M. grisea), białosternego (M. urosticta), siwego (M. menetriesii) i mrówkołowika amazońskiego (Myrmochanes longipennis) – „grey antwren assemblage” (tu: dosł. zbiór szarych mrówiaczków).
Epitet gatunkowy fluminensis pochodzi od łacińskiego słowa flumen – rzeka.
Międzynarodowy Komitet Ornitologiczny (IOC) i autorzy Kompletnej listy ptaków świata uznają mrówiaczka czarnobrzuchego za odrębny gatunek. Autorzy Handbook of the Birds of the World Alive (a tym samym IUCN) obecnie klasyfikują go jako odmianę (nie podgatunek) mrówiaczka szarobocznego (M. luctuosa), przez innych systematyków uznawanego z kolei za podgatunek mrówiaczka białobocznego (M. axillaris).

## Morfologia
Opis dotyczy holotypu. Wymiary: całkowita długość ciała 117 mm, długość skrzydła 53 mm, ogona 40 mm, skoku 16,5 mm, dzioba (culmen) 14 mm. Masa ciała 9 g. Formuła skrzydłowa: 6>5=7>8>9>1≈2≈3≈4≈5. Wierzch ciała, w tym wyższa część pokryw nadogonowych, boki piersi, ciała oraz obszar pokryw podogonowych porośnięte są szaroniebieskimi piórami. Upierzenie brody, gardła, piersi i brzucha czarne; w tylnej części brzucha pióra kolorem wpadają w szarość. Obrączka oczna i pasek pod okiem białe. Pióra tworzące pokrywy uszne szare z wyjątkiem białych nasad. Pokrywy podskrzydłowe i pióra od spodu zgięcia skrzydeł („pod pachą”). Pokrywy skrzydłowe czarne, na końcu zwieńczone dużymi, czarnymi plamami. Lotki szare, na zewnętrznych lotkach I rzędu występują jasne obrzeżenia, a na wewnętrznych lotkach jasne obrzeżenia na wewnętrznych chorągiewkach. Poza wspomnianymi zewnętrznymi lotkami I rzędu na zewnętrznej chorągiewce każdej lotki występuje barwa szaroniebieska. Sterówki szare, na zewnętrznych krawędziach jasne. Tęczówka brązowa, dziób czarnobrązowy z krawędziami (tomium) w kolorze kości słoniowej. Język i kąciki dzioba pomarańczowe. Stopy jasne, niebieskoszare, podeszwy żółtawe.

## Zasięg występowania
Mrówiaczek czarnobrzuchy jest endemitem centralnej części stanu Rio de Janeiro w południowej Brazylii. Poza odłowionym holotypem od czasu odkrycia nie miała miejsca żadna pewna obserwacja; rzekome pochodzą z Guapi Açu Ecological Reserve sprzed 1994 (wtedy – 1994 – Serra do Mar Ecological Reserve).

## Ekologia
Holotyp złapał się w sieć w małym, odizolowanym i silnie zmienionym przez człowieka zadrzewieniu na wysokości około 20 metrów. W żołądku jednego osobnika znaleziono stawonogi. Ptak był widywany w stadach mieszanych żerujących około 2 m nad ziemią. Brak informacji o lęgach. Ptak, który posłużył za holotyp, w momencie odłowienia (początek lipca) był poza kondycją rozrodczą.

## Status zagrożenia
Zanim mrówiaczek czarnobrzuchy został uznany przez IUCN za odmianę mrówiaczka szarobocznego, był klasyfikowany jako gatunek krytycznie zagrożony wyginięciem (CR, Critically Endangered). W 1988, czyli wkrótce po pierwszym opisie gatunku, mrówiaczkowi temu nadano status najmniejszej troski. Od roku 1994 IUCN klasyfikowała ptaka jako narażonego (VU, Vulnerable), a w 2000 zmieniła status na krytycznie zagrożony. Zagrożenie stanowi dlań utrata środowiska – niemal wszystkie nizinne lasy na południe od Serra dos Órgãos zostały wycięte. Gatunek słabo poznano.